# Otto Krayer

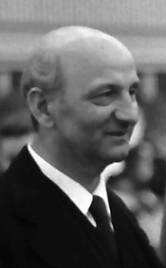
Otto Krayer (1957)

Otto Hermann Krayer (* 22. Oktober 1899 in Köndringen, Baden; † 18. März 1982 in Tucson, Arizona) war ein deutsch-amerikanischer Arzt, Pharmakologe und Universitätsprofessor.
Er war der einzige deutsche Wissenschaftler, der sich aus moralischen Gründen weigerte, den Lehrstuhl eines von der nationalsozialistischen Regierung aus rassistischen Gründen entlassenen Kollegen zu übernehmen, und diese Meinung öffentlich und offensiv vertrat.

## Leben
Otto Krayers Eltern waren der Gastwirt des Köndringer „Rebstocks“ und Ratsschreiber Hermann Krayer und dessen Frau Frieda geb. Wolfsperger. Die Schulzeit in Emmendingen und dem Freiburger Rotteck-Gymnasium wurde durch den Ersten Weltkrieg unterbrochen. Krayer wurde an der Westfront verwundet. Von 1919 bis 1924 studierte er in Freiburg, München und Berlin Medizin. Im Jahre 1925 war er Praktikant bei Paul Trendelenburg am Pharmakologischen Institut der Universität Freiburg. 1926 wurde er mit der Arbeit Die pharmakologischen Eigenschaften des reinen Apokodeins zum Dr. med. promoviert, anschließend wurde er wissenschaftlicher Assistent an der Universität Freiburg.
1927 wechselte er mit Trendelenburg an das Pharmakologische Institut der Universität Berlin, wo er sich 1929 habilitierte. Von 1930 bis 1932 war er während Trendelenburgs schwerer Erkrankung und nach dessen Tod Geschäftsführender Direktor des Berliner Instituts.
1933 wurde der jüdische Pharmakologe Philipp Ellinger (1887–1952) seines Amtes als Lehrstuhlinhaber an der Medizinischen Akademie Düsseldorf enthoben und Krayer zu seinem Nachfolger berufen. Krayer lehnte zunächst mündlich ab. Der neue Direktor des Berliner Pharmakologischen Instituts Wolfgang Heubner berichtet in seinem Tagebuch am 14. Juni 1933:

„[Krayer kam] mittags in persona zu mir, um mir zu berichten, dass er soeben bei Ministerialrat Achelis seine inneren Bedenken vorgetragen habe, als Ersatz für einen nach seiner Ansicht ohne rechten Grund aus dem Amt entlassenen Mann anzutreten, worauf dieser ihn entlassen habe mit der Bemerkung, dass er sich dann nach einem anderen umsehen müsse. Großartig!“

Am 15. Juni 1933 begründete Krayer seine Position gegenüber dem Preußischen Ministerium für Wissenschaft, Kunst und Volksbildung unmissverständlich auch schriftlich. Der Brief und die Antwort des Ministeriums sind bei Udo Schagen und auf der Internetseite des Instituts für experimentelle und klinische Pharmakologie und Toxikologie der Universität Freiburg wiedergegeben. Krayer schrieb unter anderem (die Original-Orthographie bei Schagen):

„Abgesehen von unwichtigen sachlichen Erwägungen war der Hauptgrund meines Zögerns der, dass ich die Ausschaltung der jüdischen Wissenschaftler als ein Unrecht empfinde, dessen Notwendigkeit ich nicht einsehen kann, da sie, wie mir scheint, mit ausserhalb der Sphäre der Wissenschaft liegenden Gründen gestützt wird. Diese Empfindung des Unrechts ist ein ethisches Phänomen. Es ist in der Struktur meiner Persönlichkeit begründet und keine äusserliche Konstruktion. Unter diesen Umständen würde die Übernahme einer solchen Vertretung wie der in Düsseldorf für mich eine seelische Belastung bedeuten, welche es mir erschweren würde meine Tätigkeit als Lehrer mit jener Freude und Hingabe aufzunehmen, ohne die ich nicht recht lehren kann. […] Ich will lieber darauf verzichten, eine Stellung zu erlangen, die meinen Neigungen und Fähigkeiten entspricht, als dass ich gegen meine Überzeugung entscheide; oder dass ich durch Stillschweigen an unrichtiger Stelle dem Zustandekommen einer Meinung über mich Vorschub leiste, die mit den Tatsachen nicht übereinstimmt.“

Der Staatssekretär im Preußischen Kultusministerium, Wilhelm Stuckart, erteilte Krayer in Deutschland Universitätsverbot, das die Benutzung öffentlicher Bibliotheken einschloss. Nach einem Aufenthalt als Rockefeller Fellow am Department of Pharmacology des University College London im Jahre 1934 leitete er von 1934 bis 1937 das Department of Pharmacology der American University of Beirut (Libanon) und war anschließend bis 1939 Associate Professor am Department of Pharmacology der Harvard University in Cambridge (Massachusetts). Über ein Treffen in England berichtet Wolfgang Heubner in seinem Tagebuch unter dem 4. Juli 1935: „Unterwegs Gespräch mit Krayer, der mir seine Ablehnung der Rückkehr nach Deutschland mit der Unmöglichkeit zur Leistung des Hitler-Eides begründete.“ 1938 erhielt Krayer einen Ruf auf den Lehrstuhl für Pharmakologie der Universität Peking. Von 1939 bis 1966 leitete er das Department of Pharmacology der Harvard University.
Aus den USA widersprach Krayer der nationalsozialistischen Ideologie ein zweites Mal scharf, diesmal unabhängig vom Rassismus. Auf der Jahresversammlung der Deutschen Chemischen Gesellschaft 1937 hatte der Präsident, Alfred Stock, die Verleihung des Friedensnobelpreises an Carl von Ossietzky als einen Schlag ins Gesicht jedes Deutschen bezeichnet. Es sei verständlich, dass sowohl die Regierung wie das Volk darüber verärgert seien und nichts mehr mit dem Nobelpreis zu tun haben wollten. „Das Verbrechen des Norwegischen Parlamentskomitees wird von Seiten der Wissenschaft tief bedauert.“ Krayer reagierte mit einem Brief an das Büro der Gesellschaft, er sehe sich aufgrund dieser Bemerkung gezwungen, zu verlangen, ihn von der Mitgliederliste zu streichen. An Stock führte er aus, es sei nach seiner Überzeugung nicht richtig zu behaupten, jeder deutsche Wissenschaftler fühle sich durch die Verleihung des jüngsten Nobelpreises beleidigt. Er kenne Ossietzky nicht persönlich. Aber jeder, der dessen Leben unvoreingenommen verfolgt habe, könne, auch als politischer Gegner, die außerordentliche Persönlichkeit des Mannes nicht leugnen. Obwohl Ossietzky davon habe ausgehen müssen, bei seinen politischen Gegnern keine Gerechtigkeit zu finden, sei es ihm eine Lebensnotwendigkeit gewesen, seine Worte durch Taten zu bestärken. Was könne den Frieden zwischen den Nationen besser fördern als die Taten solcher Männer, die durch eine reine und tiefe Verantwortung für eine höhere humane Ordnung geleitet würden, als sie durch diejenige Nation repräsentiert werde, in die Stock und er („wir“) geboren wurden?
Seit 1939 war Krayer mit der Ärztin Erna Philipp (1900–1994) verheiratet, die wegen ihrer jüdischen Herkunft bereits im Dezember 1932 ihre Stelle am Städtischen Krankenhaus Gera verloren hatte. Die Ehe blieb kinderlos.
Nach dem Krieg leitete Krayer im Auftrag des Unitarian Service Committee eine Medical Mission to Germany, deren Ziel Hilfe beim Wiederaufbau von Lehre und Forschung in der Medizin war. Die Medical Mission empfahl unter anderem Besuche deutscher Professoren, jüngerer Wissenschaftler und Medizinstudenten in den USA, Besuche deutscher Architekten, um Muster für den Wiederaufbau kriegszerstörter Laboratorien kennenzulernen, materielle Unterstützung und die Schaffung eines German Research Council. Krayer schrieb in seinem Bericht (aus dem Englischen):

„Von einer ‚verlorenen‘ Generation, unter Hitler aufgewachsen und angeblich durch die Nazi-Propaganda hoffnungslos vergiftet, ist kaum etwas zu sehen. In Gegenteil sind viele dieser jungen Leute aus den ersten Universitäts-Semestern gegenüber der Nazi-Doktrin lange misstrauisch geworden, ehe deren trügerisches und verhängnisvolles Wesen den Älteren zu dämmern begann. Finden sie zu Hause und im Ausland Offenheit, Ermutigung und kluge Führung, dann werden diese jungen Männer und Frauen die beste Garantie für dein ‚besseres‘ Deutschland sein.“

Die Sommermonate der Jahre 1972 bis 1980 verbrachte Krayer als Gastprofessor am Pharmakologischen Institut der Technischen Universität München, das von Melchior Reiter (1919–2007) geleitet wurde, der einige Studienaufenthalte bei Krayer in Boston verbracht hatte. In dieser Zeit arbeitete Krayer an einer Geschichte der „Boehmschen Pharmakologenschule“, zu der er sich rechnete: Sein Lehrer Paul Trendelenburg war Schüler Walther Straubs gewesen, der wiederum Schüler Rudolf Boehms gewesen war. Krayer starb vor Vollendung des Manuskripts, doch gab Reiter es mit einigen Ergänzungen heraus.

## Forschung
Krayers Hauptarbeitsgebiet war die Pharmakologie des Herzens und des Blutkreislaufs. Er hat zum Beispiel die Inhaltsstoffe des Germers (Veratrum) wie das Veratrin pharmakologisch charakterisiert. In einer berühmten Arbeit aus seiner Berliner Zeit hat er gemeinsam mit Wilhelm Feldberg nachgewiesen, dass Acetylcholin bei Säugetieren der Überträgerstoff des Parasympathikus ist. Noch im Jahr der Publikation, 1933, verließen beide Wissenschaftler Deutschland, Feldberg, der Jude war, am 7. Juli, Otto Krayer am 31. Dezember.

## Ehrungen
Von Krayers zahlreichen Ehrungen war ihm die 1957 verliehene Ehrenbürgerschaft seiner Heimatgemeinde Köndringen die liebste. 1949 wurde er in die American Academy of Arts and Sciences gewählt. Die Deutsche Pharmakologische Gesellschaft verlieh ihm 1964 mit der Schmiedeberg-Plakette ihre höchste Ehrung. 1962 wurde er zum Mitglied der Leopoldina berufen, 1964 in die National Academy of Sciences gewählt.
1965 trug die Medizinische Akademie Düsseldorf ihm die Ehrenbürgerschaft an. Krayer nahm zunächst mit Freude an, formulierte aber dann unter Mühen – mehrere handschriftliche Entwürfe sind erhalten – eine Absage: „Ich bin zu dem Schluss gekommen, dass es das Richtige ist, die Ehrenbürgerschaft der Medizinischen Akademie Düsseldorf abzulehnen. … Es ist inzwischen für mich klar, dass die ursprünglich 1933 von mir eingenommene ethische Position irgendeine von außen kommende Anerkennung nicht zulässt. … Ich bedaure, dass es so lange gedauert hat, meine Überzeugung so klar auszudrücken.“

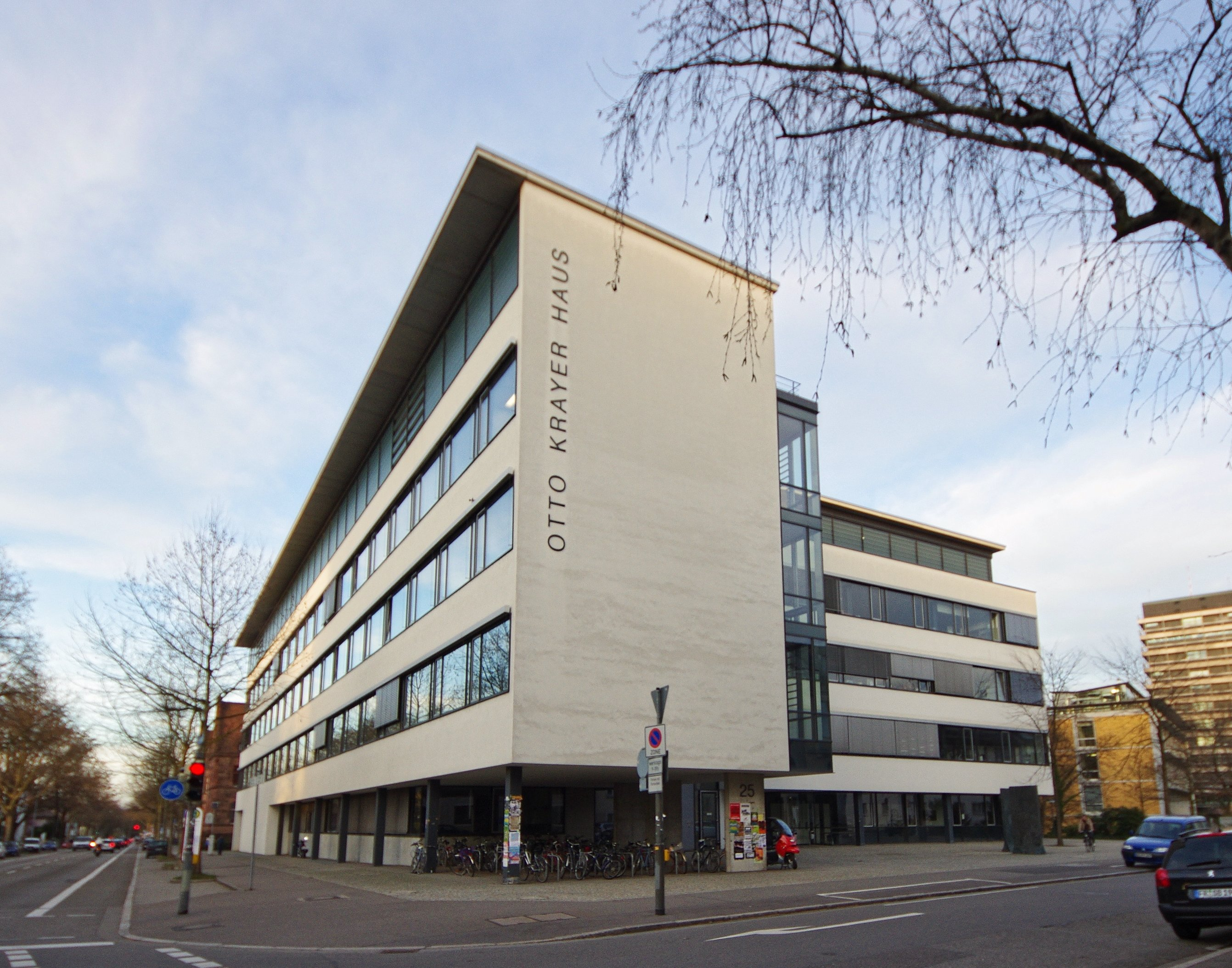
Das Otto-Krayer-Haus in Freiburg im Breisgau mit dem Institut für Pharmakologie und Toxikologie und dem Institut für Pharmazeutische und Medizinische Chemie

Die Universität Freiburg hat Krayer zu Ehren 2001 das Gebäude für das Institut für Pharmakologie und Toxikologie und das Institut für Pharmazeutische und Medizinische Chemie nach ihm benannt.
Udo Schagen schreibt: „Nach meiner Kenntnis ist kein zweiter Fall bekannt, in dem ein nichtjüdischer, nicht politisch engagierter Wissenschaftler ohne Rücksicht auf seine eigene Karriere und ohne Rücksicht auf mögliche politische Verfolgung eine ebenso eindeutige und gegenüber den Machthabern offensiv vorgetragene Haltung einnahm. Dies hat umso mehr Gewicht, als es für Krayer der erste Ruf auf ein Ordinariat war, der gemäß der Karrierekonventionen von Wissenschaftlern kaum abgelehnt werden konnte.“
Ullrich Trendelenburg, Sohn Paul Trendelenburgs und Krayers Schüler und Freund, schließt den Artikel, durch den Krayers 1933er Tat über Referierung in der Frankfurter Allgemeinen Zeitung vom 19. Juli 1995 erstmals einer breiten Öffentlichkeit bekannt wurde: „Bedenken wir die Greuel des ‚Dritten Reiches‘, so sollte uns seine Tat ein Trost sein. Suchen wir nach einem Vorbild für die junge Generation, so finden wir es in Otto Krayer. Möge die Erinnerung an diesen einen Gerechten nicht verblassen.“

## Schriften (Auswahl)
- als Herausgeber zusammen mit Manfred Kiese: Paul Trendelenburg: Grundlagen der allgemeinen und speziellen Arzneiverordnung. Springer, Berlin / Göttingen / Heidelberg 1952.[19]